# Транс-Каприви

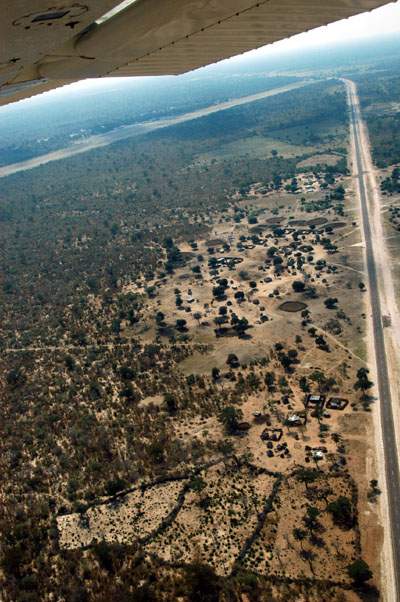
Транс-Каприви вблизи аэропорта Катима Мулило

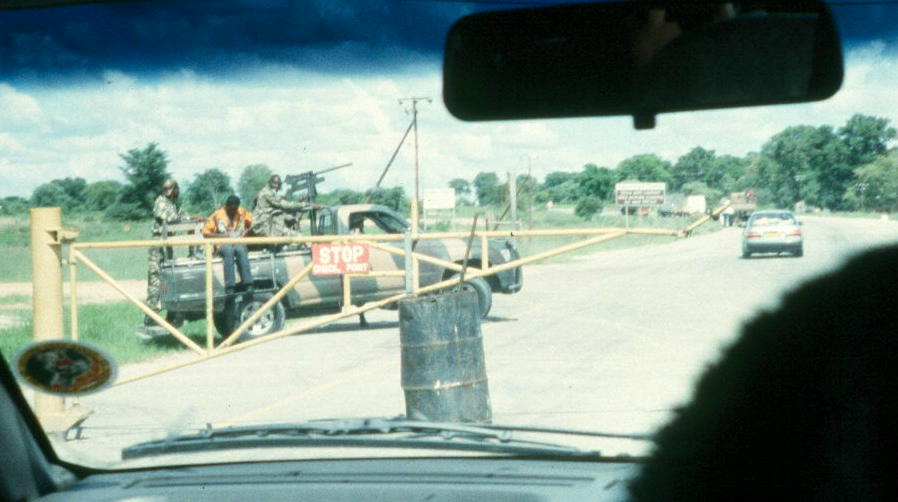
Транс-Каприви в Намибии

Транс-Каприви (нем. Trans-Kaprivi-Fernstraße, англ. Trans-Caprivi Highway) — это название множества автострад между Уолфиш-Бей и намибийским побережьем Атлантики, а также Лусакой, столицей Замбии. Транс-Каприви получила такое название так как большая её часть находится в Каприви, одной из областей Намибии. Транс-Каприви строилась до 2004 года, когда была закончена последняя автострада.
На западе Намибии, а также в Анголе качество дорог значительно выше, чем в Центральной Намибии. Для Намибии Транс-Каприви — возможность лёгкого сообщения с Центральной Африкой, а для Замбии — более быстрый доступ к океану.